# Наум Хаджов
Наум Христов Хаджов е български възрожденски просветен деец от Западна Македония.

## Биография
Наум Хаджов е роден в град Струга, тогава в Османската империя. Получава образование в гръцко училище в Охрид при Димитър Миладинов. От 1840 година е учител в Кукуш, а по-късно в Прилеп. Около 1845 година става учител в родния си град. Тук през 1854 година въвежда взаимоучителната метода, която усвоява при учителя Папия в Крушево. Постепенно срещу учителя се появява опозиционна групировка около Георги Чакъров, Йован Евров, многогодишен учител, и Йован Кокошев или Куюмджията — коджабашия, които се опитват да го уволнят чрез владиката Дионисий Преспански и Охридски. Защитници на Хаджов са брат му Гьоре Хаджов, Мате Дудулов и Йован Деребанов.
През 1856 година е уволнен от училището и открива частно училище, което просъществува до 1858 година. През 1859 - 1860 година е гръцки взаимен учител в Прилеп. Умира в родния си град на 23 декември 1861 година.